# Bakonyi Sándor
Bakonyi Sándor (Léva, 1805. október 29. – Szklenó, 1851. augusztus 15.) báró, honvéd vezérőrnagy.

## Élete
Bécsben katonai tanulmányokat végzett, majd hadapródként lépett a császári hadseregbe. 1848 áprilisában ezredesi rangban, a 2. (Sándor) gyalogezred parancsnokává nevezték ki. Pozsonyban állomásozó alakulatát Batthyány Lajos kormányának megalakulása után a magyar hadügyminisztérium alá rendelték, majd a Délvidékre, a szerb felkelők elleni háborúba vezényelték. Dandárparancsnokként a Bechtold Fülöp, majd Mészáros Lázár parancsnoksága alatt álló bácskai hadtesthez osztották be és részt vett Szenttamás augusztus 19-ei és szeptember 21-ei sikertelen ostromában is. 1848. október 30-án az Országos Honvédelmi Bizottmány vezérőrnaggyá léptette elő, majd november végén a Mészárost felváltó Fridrich Eder vezérőrnagy utódaként átvette a mintegy tizenötezer főből álló bácskai hadtest parancsnokságát.
Bakonyi azonban csak addig szolgálta a magyar alkotmány ügyét, amíg azt összeegyeztethetőnek érezte az uralkodó iránti hűséggel. Mikor nyilvánvalóvá vált, hogy Ausztria és Magyarország ellentéte nyílt háborúba megy át, betegszabadságot kért, majd december 16-án véglegesen szabadságoltatta magát és a parancsnokságot átadta Esterházy Sándor vezérőrnagynak. A magyar hadvezetésben árulás gyanúja is felmerült és Schweidel József vezetésével egy vizsgáló bizottságot is terveztek felállítani ellene, erre azonban végül nem került sor. 1849 januárjában – több tábornoktársával együtt – kilépett a honvéd hadseregből, majd a függetlenségi nyilatkozat kibocsátása után szembefordult a szabadságharccal és a császáriak oldalára állt. Ennek ellenére az osztrák haditörvényszék ezredesi rangban nyugalmazta, majd a szabadságharc leverése után ezredesi rangjától is megfosztotta.